# Alexa Guarachi
Alexa Guarachi Mathison (født 17. november 1990 i Fort Walton Beach, Florida, USA) er en professionel tennisspiller fra Chile.